# チスイコウモリ亜科
チスイコウモリ亜科（チスイコウモリあか、学名: Desmodontinae）は中南米に生息するヘラコウモリ科の亜科である。エサとして血を補給する行動はヘマトファジーと呼ばれる。現在、3種が存在している。

## 分類
かつてはチスイコウモリ亜科は独立の科に分類されていたが、現在では3種の現存種がヘラコウモリ科中の亜科として分類されている。
ヘラコウモリ科の中では、現存3種は他のヘラコウモリ科の種より類似した特徴を持つ。このためヘマトファジーを行うようになった種が他種から分化し、その後この種を祖とする3種が分化したと考えられている:163–167。
Gray（1825）の分類によれば、チスイコウモリ亜科には3属3種が存在する。（和名は川田ほか（2018）による。）
- チスイコウモリ亜科 Desmodontinae
  - チスイコウモリ属 Desmodus[4]
    - †Desmodus archaeopteris（絶滅）
    - †Desmodus draculae（絶滅）
    - †Desmodus puntajudensis（Desmodus rotundus puntajudensis）（絶滅）[5]
    - ナミチスイコウモリ Desmodus rotundus
    - †Desmodus stocki (絶滅)

  - ケアシチスイコウモリ属 Diphylla
    - ケアシチスイコウモリ Diphylla ecaudata

  - シロチスイコウモリ属 Diaemus
    - シロチスイコウモリ Diaemus youngi

### 進化
ヘラコウモリ科には蜜食の種、花粉食の種、昆虫食の種、果実食の種、肉食の種がいる。だが、チスイコウモリ亜科の3種はヘラコウモリ科の種どころか哺乳類全体でも、専ら吸血により給餌する（ヘマトファジーを行う）ように進化した。ヘマトファジーに適した進化をするためには、大量の液体が排出器官を圧迫すること、鉄中毒、過剰なタンパク質の処理方法に関する問題を克服する進化を遂げなければならないことから、珍しい進化をしている。以下では、チスイコウモリ亜科の進化に関するいくつかの仮説をあげる。
- 果実の皮をむくことに適応した鋭い歯を持つ果実食のコウモリから進化した説[11]
- もともと大型動物の外部寄生虫を食べていたコウモリが次第に吸血するようになった説[12]
- もともとは動物の傷口に付いた昆虫を食べていたコウモリが次第に吸血するようになった説[13]
- もともとは樹上の脊椎動物を捕食していた説[14]
- 樹上の雑食性コウモリがより大型の動物の血肉を動物の傷口から摂取するようになった説[15]
- 蜜食のコウモリが異なる種類の液体を摂取するようになった説[16]

チスイコウモリ亜科の祖先はおよそ2,600万年前に他のヘラコウモリ科の種から分かれたとされる。さらにケアシチスイコウモリは鳥の血を吸血しているという特徴から亜科の他の2種から2,170万年前に分化したと推定されている。2012年の報告では昆虫食を行うようになったコウモリから派生した説を有力視している。400万年以内に吸血に適応するように他のヘラコウモリ科から分化しており、哺乳類では最も早い自然選択の例として知られている。

## 解剖生理学

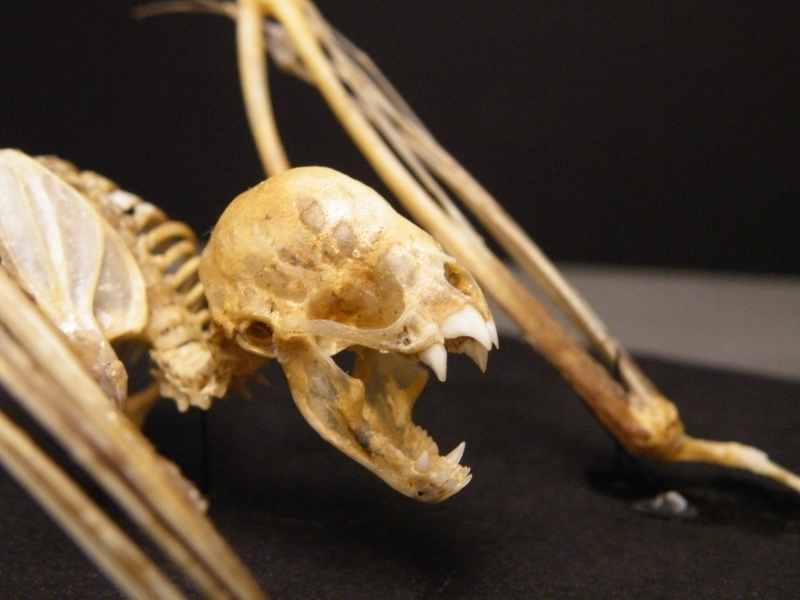
チスイコウモリの頭蓋骨

果実食性のコウモリとは異なり、チスイコウモリは円錐形の短い鼻口部を持つ。鼻葉を持たず、鼻の先端部にはU字型の溝があるパッドがついている。ナミチスイコウモリは鼻で獲物の皮膚近くに流れている血液の熱を感知している。チスイコウモリの脳内には、ヘビにおけるピット器官と組織学的に同様の役割がある器官が存在する。
チスイコウモリは噛みちぎるための前歯が発達し、奥歯は他のコウモリより小さくなっている。チスイコウモリの脳のうち、音を処理する下丘は、吸血を行う動物の寝息を検知することに適している。
チスイコウモリは他のコウモリとは違い陸上を歩いたり、跳躍したり、走ったりすることができるが、脚よりも翼の方がはるかに強力であるため、後肢ではなく前肢を使って力を生み出す独特の跳ねる歩行を行う。この歩行能力はチスイコウモリが進化に伴い独自に発達させたものである。
宿主のゲノムに自分の遺伝子のコピーを入れる内在性レトロウイルスと呼ばれる血液感染性のウイルス群に対して高い耐性を持つ。